# Ichthyophonus

Schizonten von Ichthyophonus hoferi

Ichthyophonus ist eine Gattung einzelliger eukaryotischer Parasiten von Fischen.
Die Gattung wurde 1911 von der deutschen Biologin Marianne Plehn (1863–1946) und ihrem Assistenten Karl Mulsow (~1887–1915) aufgestellt, mit der Typusart Ichthyophonus hoferi.
Ursprünglich hielt man diese Organismen für Pilze, aber Ergebnisse phylogenetischer Analysen Ende des 20. Jahrhunderts deuten darauf hin, dass diese Protisten sowohl mit Pilzen als auch mit Tieren verwandt sind.
I. gasterophilus und I. hoferi wurden als die Hauptverursacher von Infektionen (Ichthyophonose) bei Lachsfischen (Salmonidae) ermittelt.

## Ichthyophonus hoferi
Die am meisten verbreitete und untersuchte Art ist die Typusart Ichthyophonus hoferi, der Erreger der Ichthyophonose bei Fischen.
Dieser Parasit wurde bei mehr als 100 Fischarten in verschiedenen Gewässern der gemäßigten und tropischen Breitengrade gefunden. Er ist ein potenzieller Krankheitserreger für viele wichtige Handels- und Zuchtfische wie Plattfische, Seebarsch, Schellfisch, Hering, Makrele, Sprotte und andere. Eine Infektion führt immer zum Tod der Fische.
Das Genom von I. hoferi Isolat B97 aus einer im Juli 2011 entnommenen Probe von adultem Königslachs (Quinnat, englisch Chinook salmon, wiss. Oncorhynchus tshawytscha) aus dem Yukon River (Alaska) wurde sequenziert und im November 2017 veröffentlicht. Das haploide Genom hat eine Länge von über 80 Mbp (Megabasenpaaren) und einen GC-Gehalt von 33,5 %.

## Artenliste
Artenliste:
Gattung Ichthyophonus Plehn & Mulsow 1911(G,N,W,T)

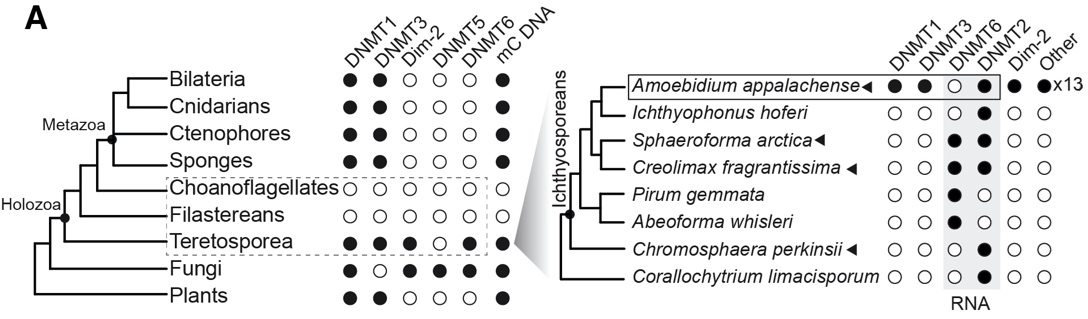
Verteilung der DNA-Methyltransferasen (DNMTs) in Eukaryonten und insbesondere in Teretosporea (=Ichthyosporea+(Corallochytrium+Syssomonas)). Schwarze Punkte zeigen vorhandene und weiße Punkte fehlende DNMTs an.

- Spezies Ichthyophonus gasterophilus (Caullery & Mesnil) V. Sprague, 1965[11][6][12] [Ichthyophonus gasterophilum[13]]
- Spezies Ichthyophonus hoferi Plehn & Mulsow, 1911(G,N,W,T)[6][13]
- Spezies Ichthyophonus intestinalis L. Léger & E. Hesse, 1923[14][15][13]
- Spezies Ichthyophonus irregularis T.G. Rand, K. White, Cannone, Gutell, C.A. Murphy & M.A. Ragan, 2000(N,T)[16][13]
- Spezies Ichthyophonus lotae Leger 1925[13]

O unveröffentlichte Arten mit provisorischen Bezeichnungen:
- Spezies Ichthyophonus sp. A3, Wirt: Meeräschen (Mugilidae) aus dem westlichen Mittelmeer, 2009(N)[17]
- Spezies Ichthyophonus sp. D5, Wirt: Meeräschen (Mugilidae) aus dem westlichen Mittelmeer, 2009(N)[17]
- Spezies Ichthyophonus sp. ex Theragra chalcogramma(N) [Ichthyophonus sp. VCW-2012(N)], Wirt: Pazifischer Pollack (Theragra chalcogramma 20061074c), Nordpazifik[18]
- Spezies Ichthyophonus sp. ID-155-N1–2, Wirt: Regenbogenforelle (Oncorhynchus mykiss), Idaho (USA), August 2015(N)
- Spezies Ichthyophonus sp. ID-155-N2-1, Wirt: Regenbogenforelle (Oncorhynchus mykiss), Idaho (USA), August 2015(N)
- Spezies Ichthyophonus sp. JLG-2013a, Wirt: Sebastes flavidus (yellowtail rockfish), Pazifik, 2011(N)
- Spezies Ichthyophonus sp. JLG-2013b(N)
- Spezies Ichthyophonus sp. JLG-2013c(N)
- Spezies Ichthyophonus sp. JLG-2013d(N)
- Spezies Ichthyophonus sp. JLG-2013e(N)
- Spezies Ichthyophonus sp. JLG-2013f(N)

Quellen:
(G)G– Global Biodiversity Information Facility (GBIF)
(N)G– National Center for Biotechnology Information (NCBI) Taxonomy Browser
(T)G– The Taxonomicon (taxonomy.nl)
(W)L– World Register of Marine Species (WoRMS)